# Toño Gorostegui
Antonio Gorostegui Ceballos (ur. 1 kwietnia 1954 w Santanderze) – hiszpański żeglarz sportowy, srebrny medalista olimpijski z Montrealu.
Zawody w 1976 były jego pierwszymi igrzyskami olimpijskimi. 2. miejsce zajął w klasie 470. Partnerował mu Pedro Millet. W 1980 i 1984 startował na igrzyskach w klasie Star, a w 1988 w klasie Soling. W 470 zdobył tytuł mistrza globu w 1974, z kolei w Starze był mistrzem świata w 1982 i 1983 oraz mistrzem Europy w 1982.